# 1636 Porter
Az 1636 Porter (ideiglenes jelöléssel 1950 BH) a Naprendszer kisbolygóövében található aszteroida. Karl Wilhelm Reinmuth fedezte fel 1950. január 23-án, Heidelbergben.